# Hydroporus striola
Hydroporus striola är en skalbaggsart som först beskrevs av Leonard Gyllenhaal 1826.  Hydroporus striola ingår i släktet Hydroporus och familjen dykare. Arten är reproducerande i Sverige. Inga underarter finns listade i Catalogue of Life.

## Bildgalleri

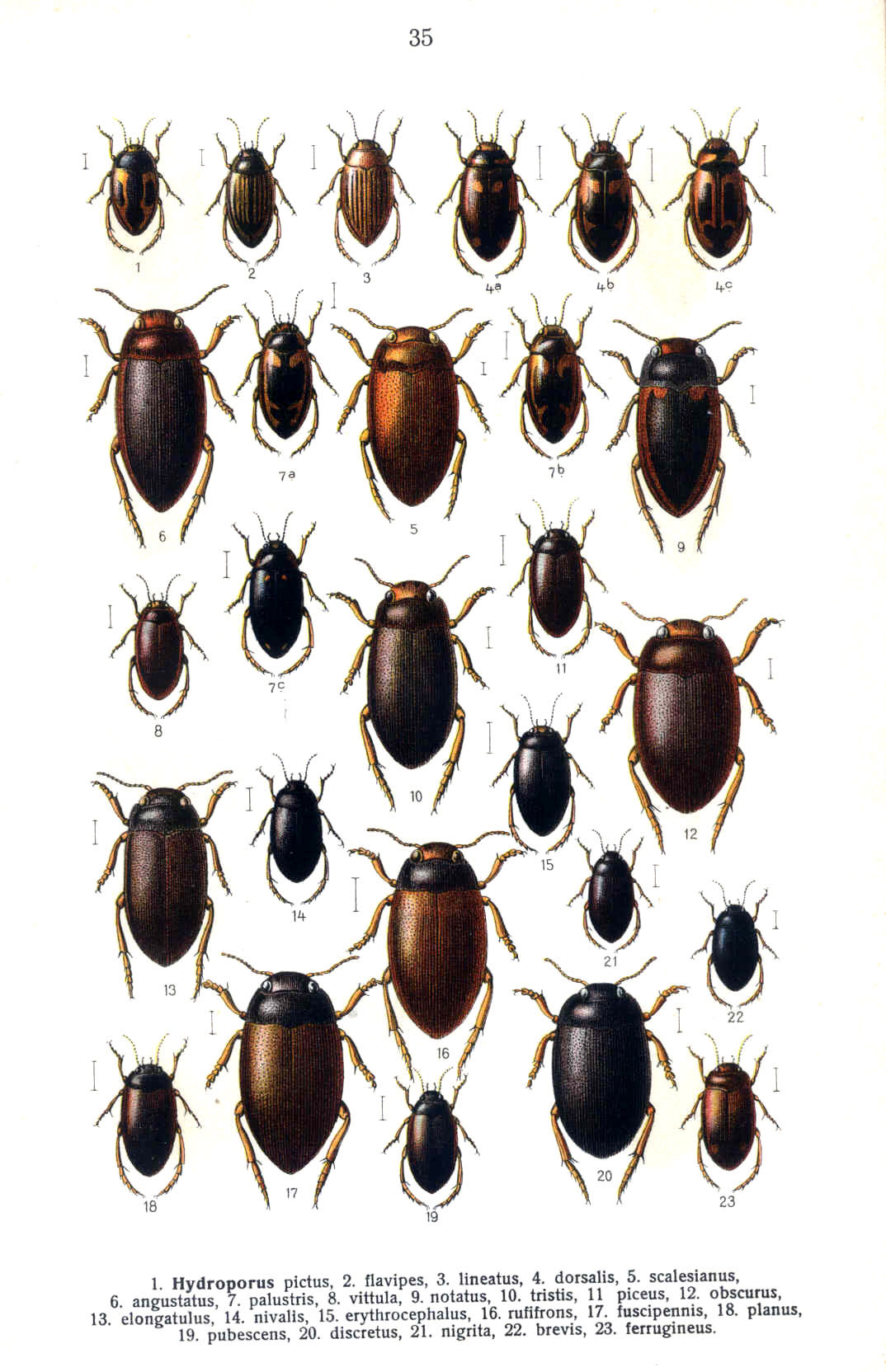
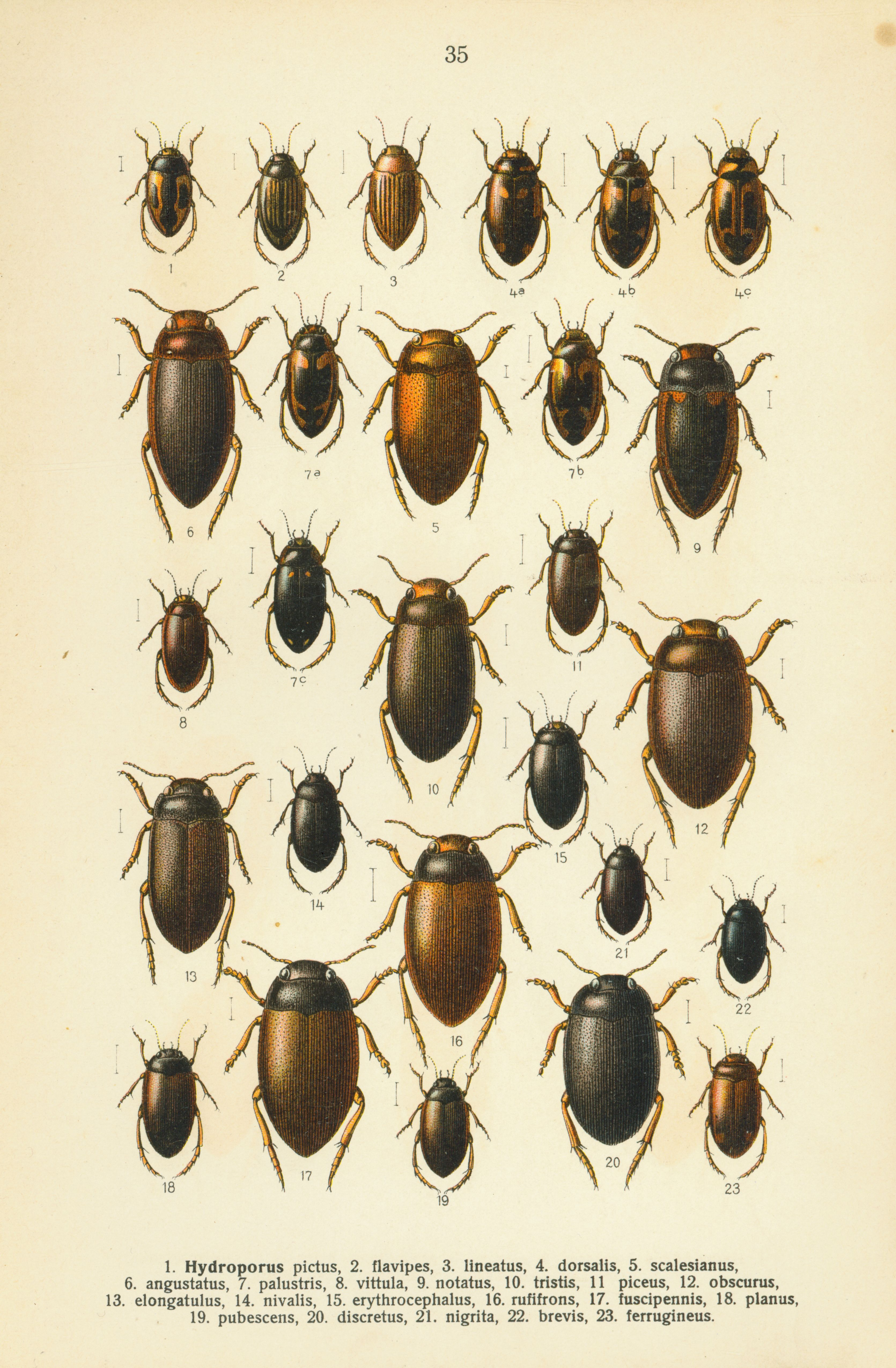